# Дарвін ЗПГ
Дарвін ЗПГ — австралійський завод із виробництва зрідженого природного газу, що почав роботу в 2006 році.
Для розміщення комплексу обрали майданчик біля міста Дарвін (Північна територія), у районі Wickham Point. Сировинною базою стало родовище Байу-Ундан, яке знаходиться в зоні Спільної території розробки вуглеводнів між Східним Тимором та Австралією та сполучене з заводом через трубопровід Байу-Ундан – Дарвін. В середині 2020-х очікується надходження додаткового ресурсу по газопроводу Баросса – Дарвін.
Дарвін ЗПГ отримав одну технологічну лінію потужністю 3,24 млн т ЗПГ на рік (4,5 млрд м3), а для зберігання продукції спорудили резервуар об'ємом 188000 м3.  
Причал заводу винесений в зону необхідних глибин на 1 км та сполучений з суходолом естакадою (такий варіант дозволив уникнути днопоглиблювальних робіт). Завод може обслуговувати газовози ємністю від 89 тис м3 до 145 тис м3. 
Для забезпечення власних потреб комплекс отримав електростанцію із 5 встановлених на робоут у відкритому циклі газових турбін Solar Taurus 60 (зазвичай аткі турбіни мають одиничну потужність біля 5 МВт). 
За потреби комплекс має можливість постачати газ у місцеву мережу, для чого сполучений короткою перемичкою з системою Палм-Воллей – Дарвін.
Проект реалізували Conoco Phillips (оператор розробки Байу-Ундан) та японські Tokyo Electric і Tokyo Gas (замовники продукції).